# 루이 쥐테르
쥘 알렉시 루이 쥐테르(프랑스어: Jules Alexis Louis Zutter, 1865년 12월 2일 ~ 1946년 11월 10일)는 스위스의 체조 선수이다. 그는 아테네에서 열린 1896년 하계 올림픽에 참가했다.
뇌샤텔주에서 태어났으며 체조 클럽 "뇌샤텔 체조 친우 공동체(프랑스어: La Société des Amis gymnastes de Neuchâtel)"의 회원으로 활동했던 푸조에서 생활했다. 1893년에 그의 아버지가 파나카이키 체조단의 트레이너로 고용되어 쥐테르도 그 체조단의 회원이 되었다. 쥐테르는 아테네에서 열린 제1회 하계 올림픽에 참가하여 안마 경기에서 우승을 차지했으며 도마와 평행봉에서는 은메달을 땄다. 철봉 경기에도 출전했으나 좋은 성적을 내지는 못했다.
올림픽에서 성공을 거둔 후에 그는 파트라의 그리스 선수들에게 많은 동경을 받았다. 쥐테르 일가는 1897년에 발발한 그리스-터키 전쟁으로 인해 그리스를 떠났다.

## 참고 문헌
- Mallon, Bill; & Widlund, Ture. 《The 1896 Olympic Games. Results for All Competitors in All Events, with Commentary》. McFarland.  (인용구는 에서 볼 수 있음.)
- Lampros, S.P.; Polites, N.G.; De Coubertin, Pierre; Philemon, P.J.; & Anninos, C. 《The Olympic Games: BC 776 – AD 1896》. Charles Beck. (인용구는  보관됨 2008-05-27 - 웨이백 머신에서 볼 수 있음., 10